# Meteorite Hills
Meteorite Hills är en kulle i Antarktis. Den ligger i Östantarktis. Australien gör anspråk på området. Toppen på Meteorite Hills är 1 737 meter över havet.
Terrängen runt Meteorite Hills är huvudsakligen platt, men österut är den kuperad. Trakten är obefolkad. Det finns inga samhällen i närheten.